# Agathia lactata
Agathia lactata là một loài bướm đêm trong họ Geometridae.